# Love Will Lead You Back
«Love will lead you back» (en español: «El amor te guiará de regreso») es una balada romántica en inglés escrita por Diane Warren para la cantante y productora estadounidense Taylor Dayne para su álbum Can't Fight Fate, publicado en 1990. La canción fue catalogada como una de las mejores de los años 90's, al batir récord en gran parte del mundo en países como Estados Unidos, Inglaterra y España, logró colocarse en el número #1 en las principales listas de popularidad en aquellos países y entre muchos otros, quizás en la canción más famosa y por la que es recordada mundialmente Dayne.

## Versiones
- En Filipinas se realizó una versión en inglés por la cantante kyla.
- La también estadounidense ganadora del Grammy Patti LaBelle grabó una versión en el año 2000.
- El grupo femenino Australiano Young Divas realizó una versión en 2005.
- Mariah Carey también realizó una versión en el 2008 al sonido del piano.

## Adaptaciones a otros idiomas
- En español por la mexicana Yuri como Quien eres tú.
  - Las peruanas Yahaira Plasencia y Amy Gutiérrez realizaron una versión por separado de la adaptación de Yuri.
- En Portugués brasileño por la cantante Sandra de Sá como Quem é você (Quien es usted).
- En Holandés por el cantante Gordon como Omdat je van me hield (Porque me has amado) y quien también realizó una versión en inglés del tema original.

- Datos: Q6691510